# چارنا گورا (استان لهستان کوچک‌تر)
چارنا گورا (به لهستانی:  Czarna Góra) یک روستا در لهستان است که در گمینا بوکووینا تاتژانگسکا واقع شده‌است. چارنا گورا ۱٬۵۰۶ نفر جمعیت دارد.